# Ла Мюр, Пьер
Пьер Ла Мюр (фр. Pierre La Mure; 15 июня 1899, Ницца, Третья французская республика — 28 декабря 1976, Калифорния, США) — французский писатель. В 1950 году он написал роман «Мулен Руж» о жизни французского художника Анри де Тулуз-Лотрека. Через два года после написания книги по ней был снят одноимённый фильм. Ла Мюр так же написал роман «Помимо желания» о жизни Сесиль и Феликса Мендельсона, а также биографический роман «Claire de Lune» о жизни и борьбе французского композитора Клода Дебюсси, опубликованный в 1962 году.